# Jordania na Letnich Igrzyskach Olimpijskich 2008
Jordanię na Letnich Igrzyskach Olimpijskich 2008 reprezentowało siedmioro zawodników – trzech mężczyzn i cztery kobiety.

## Skład kadry

### Jeździectwo
| Zawodnik         | Konkurencja         | Runda 1 | Runda 1 | Runda 2               | Runda 2               | Runda 3               | Runda 3               | Finał                 | Finał                 | Finał                 | Finał                 | Finał                 | Finał                 |
| Zawodnik         | Konkurencja         | Runda 1 | Runda 1 | Runda 2               | Runda 2               | Runda 3               | Runda 3               | Runda A               | Runda A               | Runda B               | Runda B               | Razem                 | Razem                 |
| Zawodnik         | Konkurencja         | Błędy   | Poz.    | Błędy                 | Poz.                  | Błędy                 | Poz.                  | Błędy                 | Poz.                  | Błędy                 | Poz.                  | Błędy                 | Poz.                  |
| ---------------- | ------------------- | ------- | ------- | --------------------- | --------------------- | --------------------- | --------------------- | --------------------- | --------------------- | --------------------- | --------------------- | --------------------- | --------------------- |
| Ibrahim Bisharat | Skoki indywidualnie | 19      | 71      | → Nie awansował dalej | → Nie awansował dalej | → Nie awansował dalej | → Nie awansował dalej | → Nie awansował dalej | → Nie awansował dalej | → Nie awansował dalej | → Nie awansował dalej | → Nie awansował dalej | → Nie awansował dalej |

### Lekkoatletyka
| Zawodnik           | Konkurencja            | Kwal.   | Kwal. | Ćwierćfinał            | Ćwierćfinał            | Półfinał               | Półfinał               | Finał                  | Finał                  |
| Zawodnik           | Konkurencja            | Wynik   | Poz.  | Wynik                  | Poz.                   | Wynik                  | Poz.                   | Wynik                  | Poz.                   |
| ------------------ | ---------------------- | ------- | ----- | ---------------------- | ---------------------- | ---------------------- | ---------------------- | ---------------------- | ---------------------- |
| Khalil Al-Hanahneh | bieg na 200 m mężczyzn | 21.55   | 55    | → Nie awansował dalej  | → Nie awansował dalej  | → Nie awansował dalej  | → Nie awansował dalej  | → Nie awansował dalej  | → Nie awansował dalej  |
| Baraah Awadallah   | bieg na 800 m kobiet   | 2:18.41 | 37    | → Nie awansowała dalej | → Nie awansowała dalej | → Nie awansowała dalej | → Nie awansowała dalej | → Nie awansowała dalej | → Nie awansowała dalej |

### Pływanie
| Zawodnik     | Konkurencje                   | Kwal. | Kwal. | Półfinał               | Półfinał               | Finał                  | Finał                  |
| Zawodnik     | Konkurencje                   | Wynik | Poz.  | Wynik                  | Poz.                   | Wynik                  | Poz.                   |
| ------------ | ----------------------------- | ----- | ----- | ---------------------- | ---------------------- | ---------------------- | ---------------------- |
| Anas Hamadeh | 50 m stylem dowolnym mężczyzn | 24.40 | 59    | → Nie awansował dalej  | → Nie awansował dalej  | → Nie awansował dalej  | → Nie awansował dalej  |
| Razan Taha   | 50 m stylem dowolnym kobiet   | 27.82 | 56    | → Nie awansowała dalej | → Nie awansowała dalej | → Nie awansowała dalej | → Nie awansowała dalej |

### Taekwondo
| Zawodnik      | Konkurencja   | 1/16                  | Ćwierćfinał            | Półfinał               | Ćwierćfinał repasaż    | Półfinał repasaż       | Finał                  |
| Zawodnik      | Konkurencja   | Przeciwnik Wynik      | Przeciwnik Wynik       | Przeciwnik Wynik       | Przeciwnik Wynik       | Przeciwnik Wynik       | Przeciwnik Wynik       |
| ------------- | ------------- | --------------------- | ---------------------- | ---------------------- | ---------------------- | ---------------------- | ---------------------- |
| Nadeen Dawani | +67 kg kobiet | Sarah Stevenson L 2-3 | → Nie awansowała dalej | → Nie awansowała dalej | → Nie awansowała dalej | → Nie awansowała dalej | → Nie awansowała dalej |

### Tenis stołowy
| Zawodnik     | Konkurencja           | Eliminacje                                   | Runda 1                | Runda 2                | Runda 3                | Runda 4                | Ćwierćfinał            | Półfinał               | Finał                  |
| Zawodnik     | Konkurencja           | Przeciwnik wynik                             | Przeciwnik wynik       | Przeciwnik wynik       | Przeciwnik wynik       | Przeciwnik wynik       | Przeciwnik wynik       | Przeciwnik wynik       | Przeciwnik wynik       |
| ------------ | --------------------- | -------------------------------------------- | ---------------------- | ---------------------- | ---------------------- | ---------------------- | ---------------------- | ---------------------- | ---------------------- |
| Zeina Shaban | gra pojedyncza kobiet | Dana Hadačová L 0:4 (3:11, 6:11, 8:11, 5:11) | → Nie awansowała dalej | → Nie awansowała dalej | → Nie awansowała dalej | → Nie awansowała dalej | → Nie awansowała dalej | → Nie awansowała dalej | → Nie awansowała dalej |